# هاینسبرگ
هاینسبرگ (به آلمانی: هاینزبرگ) یک شهر در آلمان است که در هاینسبرگ واقع شده‌است.

## خصوصیات
هاینسبرگ ۴۱٬۶۸۶ نفر جمعیت دارد.